# Dichagyris mesopotamica
Dichagyris mesopotamica är en fjärilsart som beskrevs av Hermann Hacker och Weigert 1986. Dichagyris mesopotamica ingår i släktet Dichagyris och familjen nattflyn. Inga underarter finns listade i Catalogue of Life.